# Pascal Lamy
Pascal Lamy (ur. 8 kwietnia 1947 w Levallois-Perret) – francuski polityk, w latach 1999–2004 komisarz europejski, od 2005 do 2013 dyrektor generalny Światowej Organizacji Handlu.

## Życiorys
Uzyskał dyplom w zakresie prawa. Kształcił się w HEC Paris, Instytucie Nauk Politycznych w Paryżu i École nationale d’administration. W latach 1975–1979 pracował w podległej ministerstwu finansów generalnej inspekcji finansowej, następnie do 1981 w departamencie skarbu. Został członkiem Partii Socjalistycznej, od 1985 do 1994 zasiadał w jej komitecie kierowniczym.
W 1981 został doradcą Jacques’a Delorsa, ministra gospodarki i finansów. Od 1983 do 1984 był zastępcą gabinetu politycznego premiera Pierre’a Mauroy. W latach 1985–1994 kierował gabinetem politycznym Jacques’a Delorsa jako przewodniczącego Komisji Europejskiej. Przeszedł następnie do pracy w banku Crédit Lyonnais, pełnił w nim m.in. funkcję dyrektora generalnego.
We wrześniu 1999 został członkiem Komisji Europejskiej, którą kierował Romano Prodi. W jej ramach do listopada 2004 zajmował stanowisko komisarza ds. handlu (od maja 2004 wspólnie z Danutą Hübner). Był następnie prezesem think tanku Notre Europe, doradcą przewodniczącego PES Poula Nyrupa Rasmussena i wykładowcą w Sciences Po.
We wrześniu 2005 powołany na dyrektora generalnego WTO. Organizacją tą kierował do sierpnia 2013.
Odznaczony m.in. Legią Honorową w IV klasy.